# Lisa Su
Lisa Tzwu-Fang Su (蘇姿丰 em chinês, nascida em 1969), é uma executiva de negócios e engenheira elétrica sino-americana, atual presidente e diretora-executiva (CEO) da empresa de semicondutores Advanced Micro Devices (AMD). É prima de Jensen Huang, cofundador e CEO da Nvidia, fabricante de placas de vídeo.
Su nasceu em Taiwan e se mudou junto à família para os Estados Unidos quando criança. Após obter três diplomas no Instituto de Tecnologia de Massachusetts (MIT), trabalhou na Texas Instruments, IBM e Freescale Semiconductor em cargos de engenharia e gestão. Ela é conhecida por seu trabalho no desenvolvimento de tecnologias de fabricação de semicondutores de silício e chips semicondutores mais eficientes durante seu tempo como vice-presidente do Centro de Pesquisa e Desenvolvimento de Semicondutores da IBM.
Su foi nomeada presidente e CEO da AMD em outubro de 2014, após ingressar na empresa em 2012 e ocupar cargos de direção, como vice-presidente sênior das unidades de negócios globais da AMD e diretora de operações. Anteriormente, ela atuou no conselho da Cisco Systems e atualmente faz parte do conselho da Associação da Indústria de Semicondutores dos Estados Unidos, além de ser membro do Instituto de Engenheiros Eletricistas e Eletrônicos (IEEE). Reconhecida com vários prêmios e distinções, ela foi nomeada Executiva do Ano pelo EE Times em 2014 e uma das World Greatest Leaders em 2017 pela Fortune. Ela se tornou a primeira mulher a receber a Medalha Robert Noyce do IEEE em 2021. Durante sua gestão como CEO da AMD, a capitalização de mercado da AMD cresceu de aproximadamente US$ 3 bilhões para mais de US$ 200 bilhões. A AMD também ultrapassou a Intel em capitalização de mercado pela primeira vez. Em 2024, Su foi selecionada como membro do Instituto de Pesquisa em Tecnologia Industrial (ITRI). Em 2024, seu patrimônio líquido foi estimado em mais de 1 bilhão de dólares.

## Início da vida e educação
Lisa Su nasceu em 1969 em Tainan, Taiwan. Ela nasceu em uma família de língua taiwanesa Hokkien. Ela imigrou para os Estados Unidos aos 3 anos com seus pais Su Chun-hwai (蘇春槐) e Sandy Lo (羅淑雅). Tanto ela como seu irmão foram incentivados a estudar matemática e ciências quando crianças. Quando ela tinha sete anos, seu pai, um estatístico aposentado, começou a questioná-la sobre tabuadas de multiplicação. Sua mãe, uma contadora que mais tarde se tornou empresária, apresentou-lhe os conceitos de negócios.
Ainda quando era jovem, Su queria se tornar uma engenheira. Ela relembra: "Eu simplesmente tinha uma grande curiosidade sobre como as coisas funcionavam." Aos 10 anos, ela começou a desmontar e consertar os carrinhos de controle remoto do irmão, e teve seu primeiro computador no ensino médio, um Apple II. Ela frequentou a Bronx High School of Science na cidade de Nova York, graduando-se em 1986.
Su começou a frequentar o Instituto de Tecnologia de Massachusetts (MIT) no outono de 1986, com a intenção de se formar em engenharia elétrica ou ciência da computação. Ela decidiu cursar engenharia elétrica, pois parecia ser o curso mais difícil. Durante seu primeiro ano, ela trabalhou como assistente de pesquisa de graduação, fabricando pastilhas de silício de teste para alunos de pós-graduação por meio do Programa de Oportunidades de Pesquisa de Graduação. O projeto, assim como seus empregos de verão na Analog Devices, alimentaram seu interesse em semicondutores. Ela permaneceu focada no tópico durante o restante de sua educação, passando grande parte de seu tempo em laboratórios projetando e ajustando produtos.
Após obter seu bacharelado em engenharia elétrica, Su obteve seu mestrado no MIT em 1991. De 1990 a 1994 ela estudou para seu doutorado, com os orientadores de doutorado Dimitri A. Antoniadis e James E. Chung. O MIT Technology Review relata que, como candidata a doutorado, Su foi "uma das primeiras pesquisadoras a estudar a tecnologia de silício sobre isolante (SOI), uma técnica então não comprovada para aumentar a eficiência dos transístores construindo-os sobre camadas de um material isolante". Ela obteve seu PhD em engenharia elétrica pelo MIT em 1994. Sua tese de doutorado foi intitulada "MOSFETs de silício sobre isolante (SOI) submicrométricos extremos".

## Carreira

### 1994–1999: Texas Instruments e IBM P&D
Em junho de 1994, Su tornou-se membro da equipe técnica da Texas Instruments, trabalhando no Centro de Processos e Dispositivos Semicondutores (SPDC) da empresa até 1995. Naquele ano, a IBM contratou Su como pesquisadora especializada em física de dispositivos, e ela foi nomeada vice-presidente do centro de pesquisa e desenvolvimento de semicondutores da IBM.
Durante seu tempo na IBM, Su desempenhou um papel crítico no desenvolvimento da "receita" para fazer as conexões de cobre funcionarem com chips semicondutores em vez de alumínio, resolvendo o problema de evitar que impurezas de cobre contaminassem os dispositivos durante a produção. Trabalhando com várias equipes de design da IBM nos detalhes do dispositivo, Su explicou: "minha especialidade não era cobre, mas migrei para onde os problemas estavam". A tecnologia do cobre foi lançada em 1998, resultando em novos padrões da indústria e chips que eram até 20% mais rápidos do que as versões convencionais.

### 2000–2007: Divisão de Produtos Emergentes da IBM
Em 2000, Su recebeu uma tarefa de um ano como assistente técnico de Lou Gerstner, CEO da IBM. Posteriormente, ela assumiu o papel de diretora de projetos emergentes, afirmando que "era basicamente minha própria diretora — não havia mais ninguém no grupo". Como chefe e fundadora da divisão de Produtos Emergentes da IBM, Su administrou uma startup interna e contratou dez funcionários para se concentrar em biochips e semicondutores de baixa potência e banda larga. Seu primeiro produto foi um microprocessador que melhorou a vida útil da bateria em telefones e outros dispositivos portáteis. O MIT Technology Review nomeou-a como uma das "Melhores Inovadoras com Menos de 35 Anos" em 2001, em parte devido ao seu trabalho com Produtos Emergentes.
Por meio de sua divisão, Su representou a IBM em uma colaboração para criar chips de última geração com a Sony e a Toshiba. Ken Kutaragi, criador da linha PlayStation, encarregou a colaboração de melhorar o desempenho dos processadores de máquinas de jogos por um fator de 1.000, e a equipe de Su teve finalmente a ideia de um chip de nove processadores, que mais tarde se tornou o microprocessador Cell usado para alimentar dispositivos como o PlayStation 3. Ela continuou como vice-presidente do centro de pesquisa e desenvolvimento de semicondutores da IBM, ocupando o cargo até maio de 2007.

### 2007–2011: Freescale Semiconductor
Su ingressou na Freescale Semiconductor em junho de 2007 como diretora de tecnologia (CTO), liderando a pesquisa e desenvolvimento da empresa até agosto de 2009. De setembro de 2008 a dezembro de 2011, ela foi vice-presidente sênior e gerente geral do grupo de rede e multimídia da Freescale e foi responsável pela estratégia global, marketing e engenharia para o negócio de processadores de comunicações e aplicativos incorporados da empresa. Como chefe do negócio de chips de rede da empresa, o EE Times creditou-a com "colocar em ordem" a Freescale, com a empresa entrando com um pedido de IPO em 2011.

### 2012–2014: Nomeações para a AMD
Su tornou-se vice-presidente sênior e gerente geral da AMD em janeiro de 2012, supervisionando as unidades de negócios globais da empresa e a "execução comercial de ponta a ponta" dos produtos da AMD. Nos dois anos seguintes, ela desempenhou um papel de destaque em impulsionar a empresa a se diversificar além do mercado de PCs, incluindo trabalhar com a Microsoft e a Sony para colocar chips AMD nos consoles de jogos Xbox One, Xbox Series X e Series S, PS4 e PS5.
Em 8 de outubro de 2014, a AMD anunciou a nomeação de Su como presidente e CEO, substituindo Rory Read. O analista Patrick Moorhead elogiou a nomeação devido às credenciais de Su, observando que a AMD estava buscando crescimento em áreas de produtos onde ela tinha "vasta experiência".

### 2015–2016: Diversificação da AMD

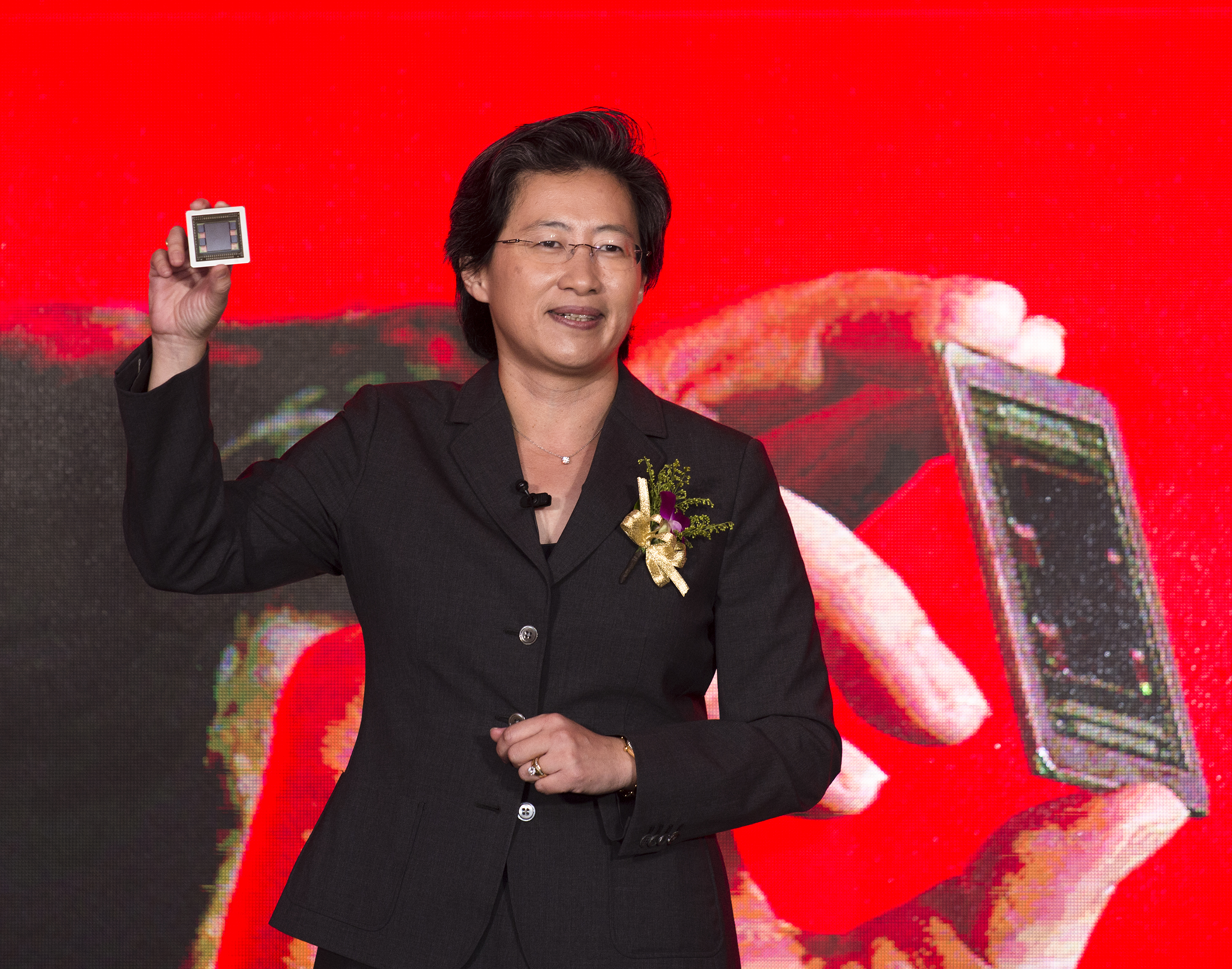
Su em junho de 2015

Quando Su se juntou à AMD em 2012, cerca de 10% das vendas vinham de produtos não relacionados a PC. Em fevereiro de 2015, cerca de 40% das vendas da AMD vieram de mercados não relacionados a PCs, como consoles de videogame e dispositivos embarcados. Em maio de 2015, Su e outros executivos da AMD apresentaram uma estratégia de longo prazo para a empresa se concentrar no desenvolvimento de tecnologias de computação e gráficos de alto desempenho para três áreas de crescimento: jogos, centros de processamento de dados e mercados de "plataformas imersivas".
Em janeiro de 2016, Su anunciou que a AMD estava trabalhando em novos chips baseados em FinFET para criar uma nova linha de microprocessadores, produtos, unidades de processamento acelerado (APUs), chips gráficos e designs de chips semi-personalizados para consoles de videogame não lançados. O valor das ações da AMD disparou em julho de 2016, quando a AMD relatou forte crescimento de receita. A Fortune atribuiu a estatística "impressionante" a Su, afirmando que ela "continua a executar seu plano de retorno [...] ganhos importantes em chips gráficos e de console de videogame impulsionaram os resultados, bem como um acordo inteligente para licenciar projetos de chips de servidor na China".

### 2017–presente: Ryzen
Após o lançamento inicial dos chips Zen no segundo trimestre de 2017, a percentagem da AMD na quota de mercado de CPUs aumentou para quase 11%. As CPUs Ryzen receberam críticas favoráveis de vários veículos de notícias, destacando especificamente suas altas contagens de threads a preços drasticamente mais baixos do que os da Intel, especialmente no mercado de computação de alto desempenho com a linha de processadores para estações de trabalho Threadripper e EPYC da AMD. Su é a primeira mulher a liderar a pesquisa anual da Associated Press sobre remuneração de CEOs, com seu pacote salarial de 2019 avaliado em US$ 58,5 milhões.
Em fevereiro de 2022, Su tornou-se presidente do conselho da AMD após concluir uma aquisição de US$49 bilhões da Xilinx, produtora FPGA e sistemas programáveis de chips. Em 2023, a remuneração total de Su da AMD foi de US$ 30,3 milhões, representando uma proporção de remuneração entre CEO e trabalhador mediano de 238 para 1.

## Prêmios e honrarias

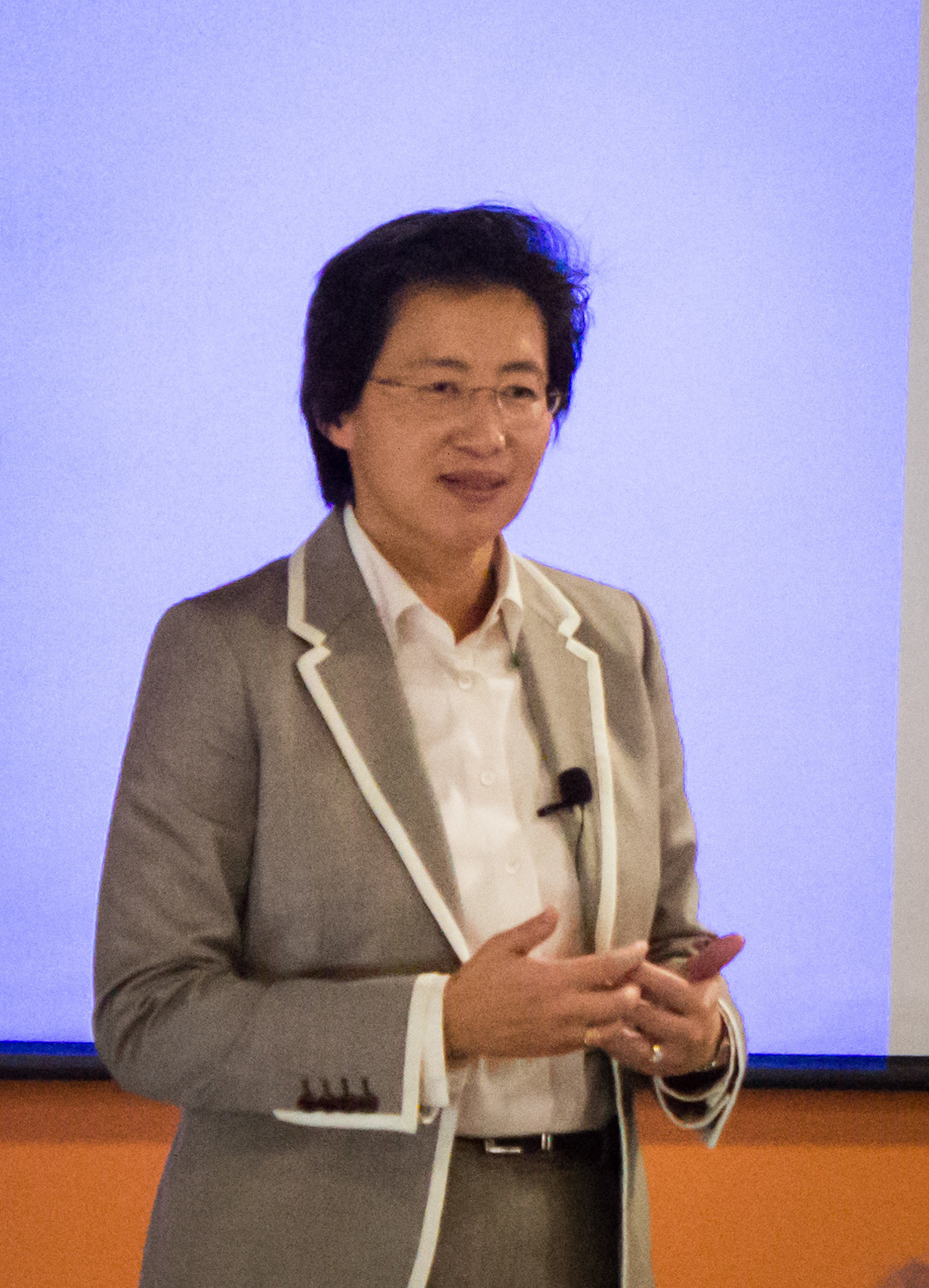
Su em novembro de 2014

Su foi reconhecida com vários prêmios ao longo de sua carreira. Em 2002, ela foi selecionada como uma das "100 maiores jovens inovadoras" pelo MIT Technology Review, e no ano seguinte a YWCA entregou-a um prêmio por conquistas notáveis nos negócios. Em 2009, Su foi nomeada membro do Instituto de Engenheiros Eletricistas e Eletrônicos (IEEE), tendo publicado mais de 40 artigos técnicos. Já em 2012, foi selecionada como diretora da Analog Devices, uma empresa de semicondutores. Su foi nomeada "Executivo do Ano de 2014" no EE Times e no ACE Awards EDN 2014.
Em 2015, a SFGate a nomeou para seu prêmio "Visionária do Ano", que "saúda líderes que se esforçam para tornar o mundo um lugar melhor e impulsionar mudanças sociais e econômicas empregando novos e inovadores modelos e práticas de negócios". Em 2016, ela foi nomeada uma das "50 mulheres mais poderosas na tecnologia" pelo National Diversity Council e "50 asiático-americanos de destaque nos negócios" com o prêmio Pinnacle Award pelo Asia American Business Development Center.
Em 2017, Su foi nomeada "Pessoas a Observar" pela HPCWire, "CEO de Semicondutores mais bem classificado" pela Institutional Investor Magazine e "Maiores Líderes do Mundo" pela Fortune. Su foi novamente nomeada uma das "50 mulheres mais poderosas da tecnologia" pelo Conselho Nacional da Diversidade. Já em 2018, Su recebeu o prêmio UPWARD "Mulheres do Ano", "Prêmio pelo Conjunto da Obra" da Greater Austin Asian Chamber, eleita para a Academia Nacional de Engenharia, a 6ª "Empresária do Ano" da Fortune, o "Prêmio de Liderança Exemplar Dr. Morris Chang" da Global Semiconductor Alliance, e o prêmio Forbes "America's Top 50 Women In Tech". Ela também foi nomeada presidente do Conselho de Administração da GSA, sendo a primeira mulher a conseguir tal feito, e nomeada também para a administração da Associação da Indústria de Semicondutores dos Estados Unidos (SIA). Em 2019, Su foi nomeada uma das “Melhores CEOs do Mundo” pela Barron's, 44° "Mulheres Mais Poderosas nos Negócios" pela Fortune, 26° "Os CEOs com Melhor Desempenho do Mundo" da Harvard Business Review, e "The Bloomberg 50" pela Bloomberg Businessweek.
Su foi a CEO mais bem paga em 2019 de qualquer empresa no índice S&P 500 das 500 maiores empresas de capital aberto dos EUA. A revisão anual, publicada pela AP e Equilar desde 2011, relatou que Su recebeu US$ 58,5 milhões em 2019. O valor se deve principalmente a uma recompensa única em ações. Em 2020, foi selecionada como diretora da Cisco, saindo do cargo em 2023.
Ela recebeu o prêmio Robert N. Noyce da Semiconductor Industry Association em 2020. Também em 2020, foi eleita para a Academia Americana de Artes e Ciências. Ela foi a vencedora do prêmio Abie de Liderança Técnica de 2020. Recebeu o prêmio Spirit of Silicon Valley Lifetime Achievement Award do Silicon Valley Leadership Group. Ela também foi classificada como a 2° na Fortune Business Person of The Year. Em 2020, Su foi nomeado pela Carnegie Corporation de Nova York como homenageado do Prêmio Grandes Imigrantes. Em 2021, Su foi nomeada Membro do Conselho de Consultores do Presidente dos EUA para Ciência e Tecnologia, e introduzida no Hall da Fama das Mulheres na Tecnologia. Su foi posteriormente premiada com a Medalha IEEE Robert N. Noyce, tornando-se a primeira mulher a receber este prêmio, e nomeada como a nº 49 na lista das "100 Mulheres Mais Poderosas" da Forbes, creditada pelo aumento de 25 vezes nas ações da AMD desde que se tornou CEO em 2014. Em 2022, Su foi premiada com o prêmio International Peace Honors Honoree "por suas realizações na revolução da computação de alto desempenho, na doação de poder de supercomputação para pesquisa de doenças infecciosas e por inspirar pessoas de todas as origens a seguir carreiras em STEM".
Em 2022, o MIT nomeou seu novo edifício 12, dedicado à pesquisa em nanotecnologia, com seu nome. Já em 2023, ficou em 49º lugar na lista da Forbes das "100 mulheres mais poderosas do mundo". Foi classificada em 12º lugar na lista da Fortune das Mulheres Mais Poderosas em 2023. Também foi incluída na lista das "100 Pessoas Mais Influentes em IA" e nomeada CEO do Ano pela Time em 2024. No mesmo ano, também foi selecionada como membro e laureada do Instituto de Pesquisa em Tecnologia Industrial (ITRI).

## Vida pessoal
Su nasceu em Tainan, no Taiwan. Atualmente, ela e Daniel Lin, seu marido, vivem em Austin, no Texas. Ela é prima-irmã de Jensen Huang, co-fundador e atual CEO da Nvidia, principal concorrente da AMD atualmente. O avô por parte de mãe de Su é irmão da mãe de Huang.
Em 2024, a fortuna de Su foi estimada em mais de um bilhão de dólares.